# Gerrymandering

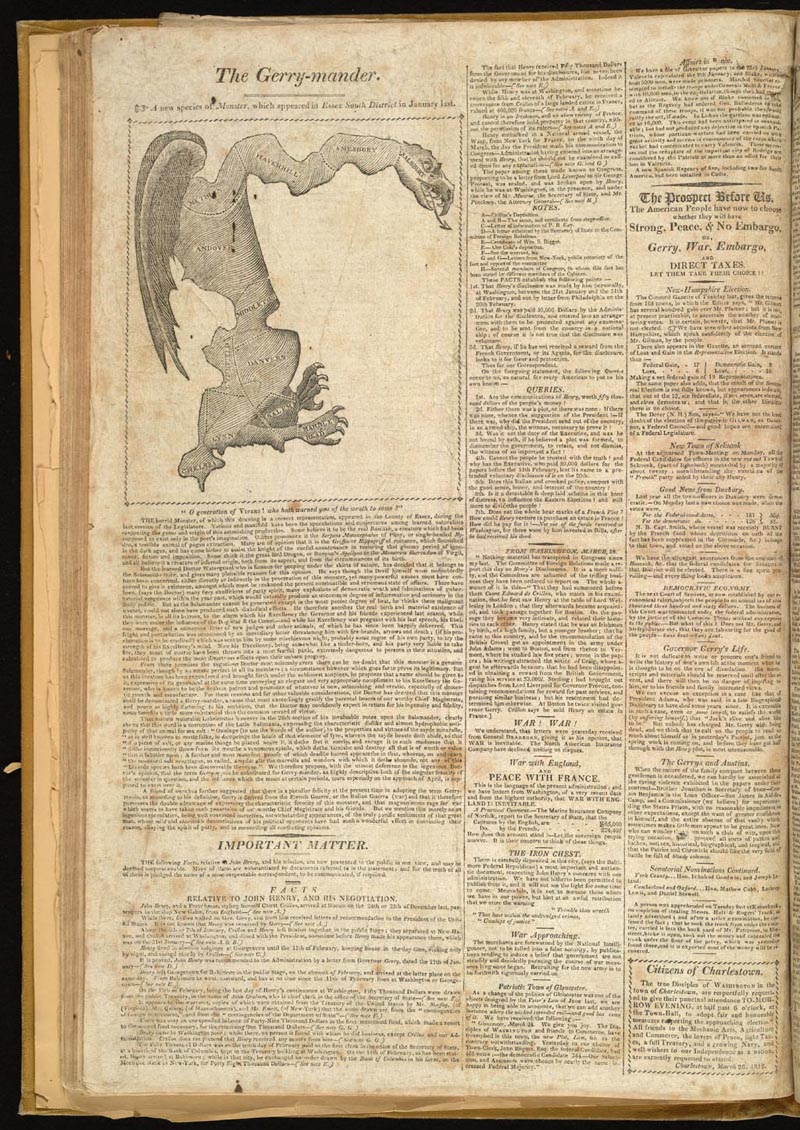
A gerry-mander original (1812).

Gerrymandering (palavra de origem norte-americana) é um controverso método de definir em termos de área os distritos eleitorais de um território para obter vantagens no número de representantes políticos (geralmente parlamentares) eleitos, em especial nos locais onde se utiliza o sistema eleitoral majoritário com voto distrital. O gerrymandering pode também servir para favorecer ou prejudicar um determinado grupo étnico, linguístico, religioso ou social ou político-partidário.

## Origem do termo
Gerrymandering provém de Elbridge Gerry, governador do Massachusetts e vice-presidente dos EUA. Em 1812, a legislatura de Massachusetts redesenhou os limites dos círculos eleitorais para favorecer os candidatos do partido republicano jeffersoniano. Os jornalistas que observavam o novo mapa eleitoral notaram que um dos novos círculos tinha a forma de uma salamandra (em inglês: salamander), ao qual puseram o nome Gerry-mander. O termo teve êxito e hoje continua a usar-se no jargão da ciência política.

## Gerrymandering afirmativo
Nos Estados Unidos ocorre a prática do gerrymandering afirmativo.

## No Brasil
O sistema de voto distrital para escolha de parlamentares já foi utilizado pelo Brasil durante o Império e a República Velha. Muitos também afirmam que dentre os motivos para a absorção do estado da Guanabara pelo Rio de Janeiro e a criação do estado do Mato Grosso do Sul (ambos sem consulta popular) na segunda metade dos anos 1970 esteve a preocupação do então governo de Ernesto Geisel em diminuir em nível federal a vantagem eleitoral que o MDB estava tendo sobre o partido do governo, a ARENA (ver Pacote de Abril).

## Exemplos

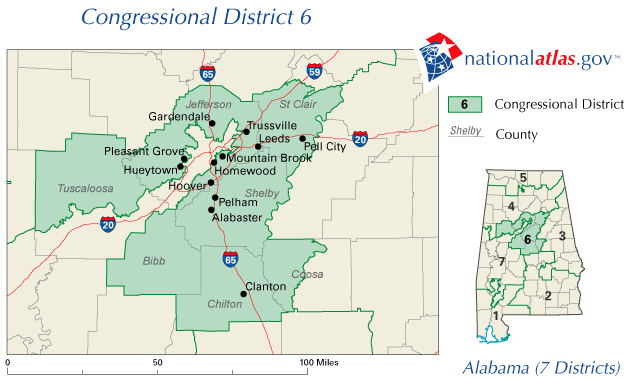
6.º distrito do Alabama.
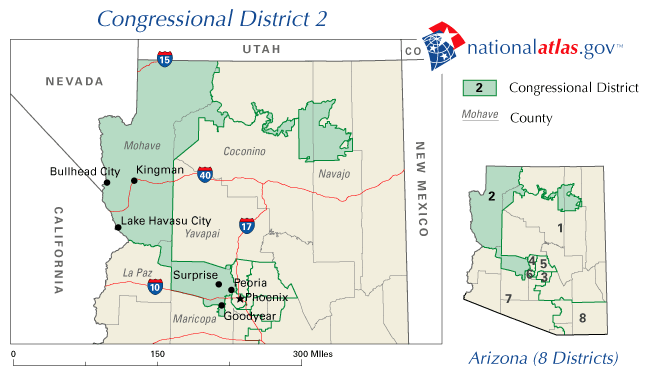
2.º distrito do Arizona.
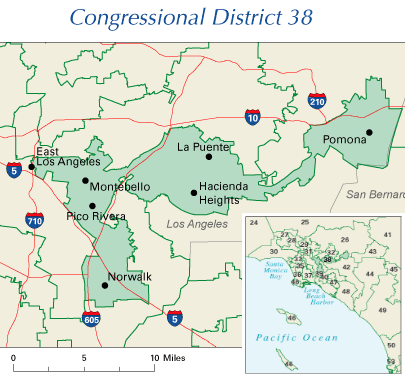
38.º distrito da Califórnia, em 2004.
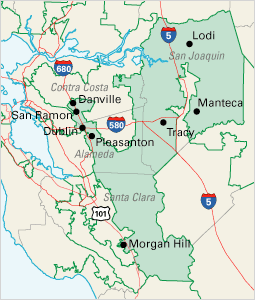
11.º distrito da Califórnia.
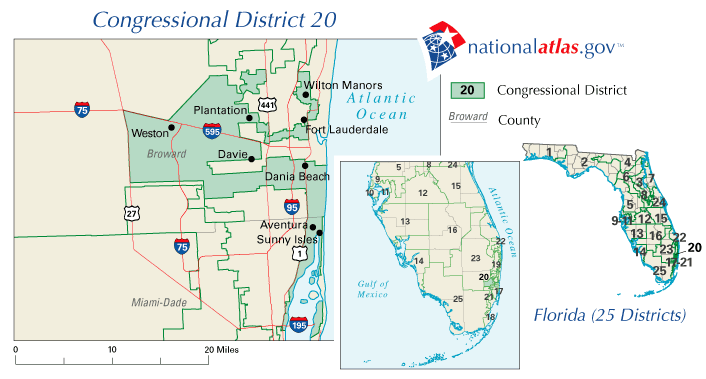
20.º distrito da Florida.
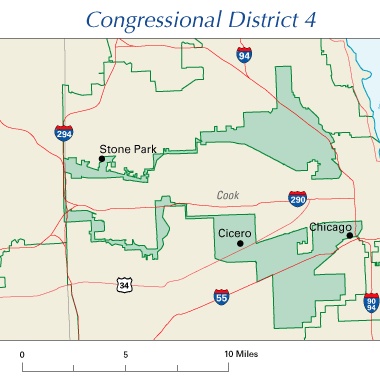
4.º distrito de Illinois em 2004.
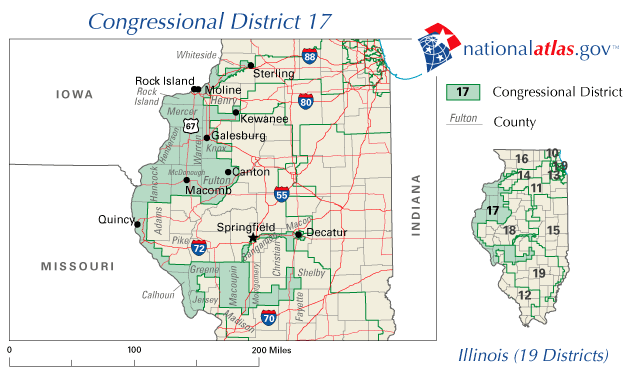
17.º distrito eleitoral de Illinois.
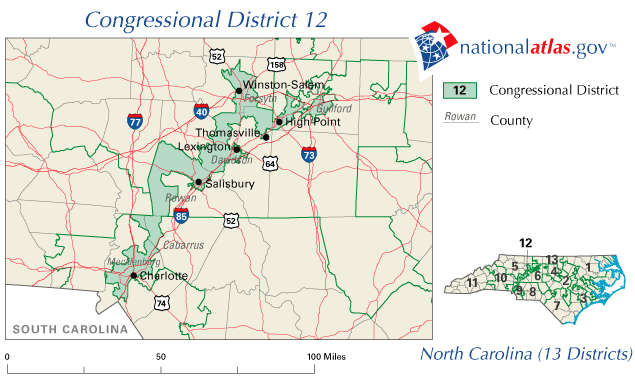
12.º distrito da Carolina do Norte.
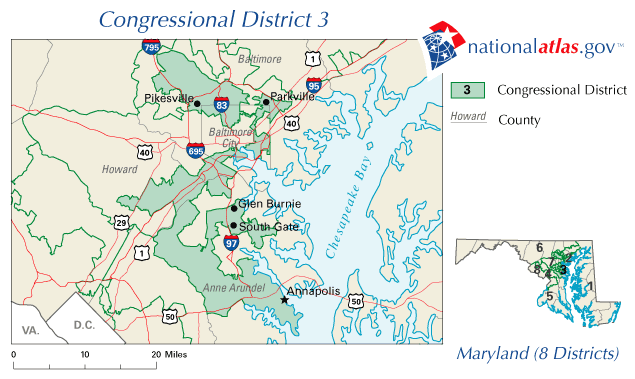
3.º distrito de Maryland.
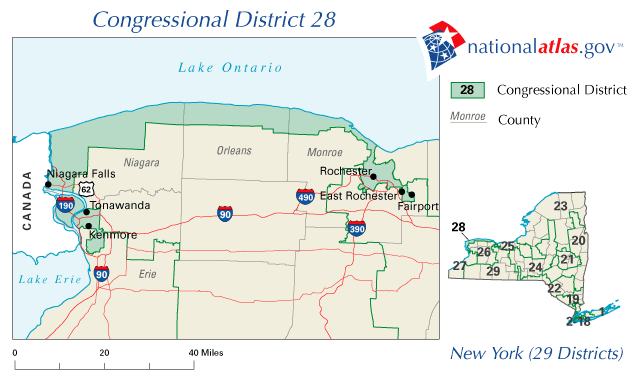
28.º distrito de New York.
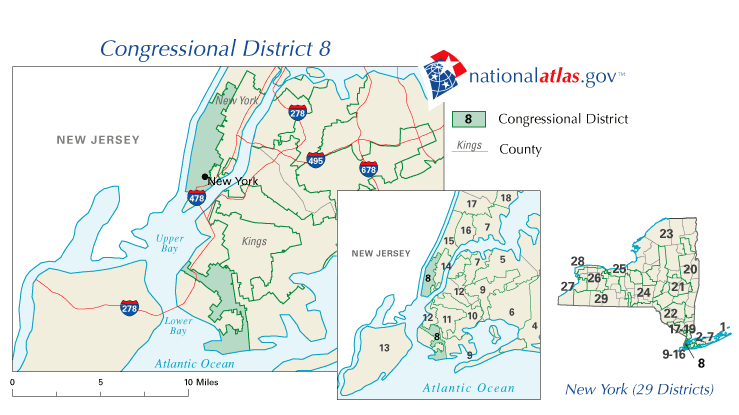
8.º distrito de New York.
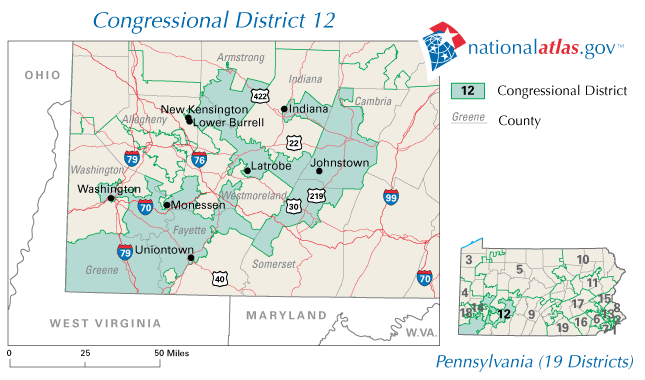
12.º distrito da Pennsylvania.
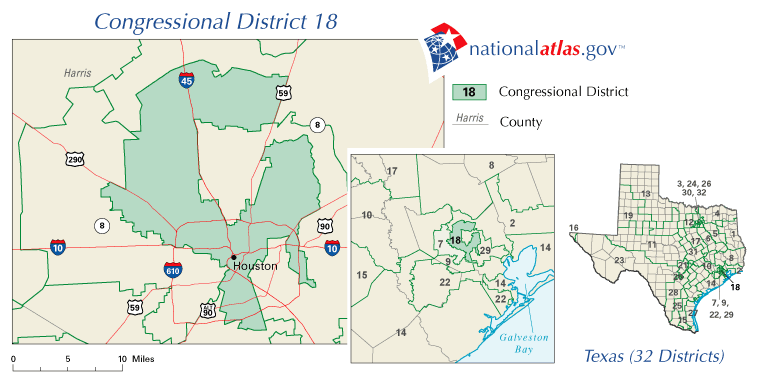
18.º distrito do Texas.
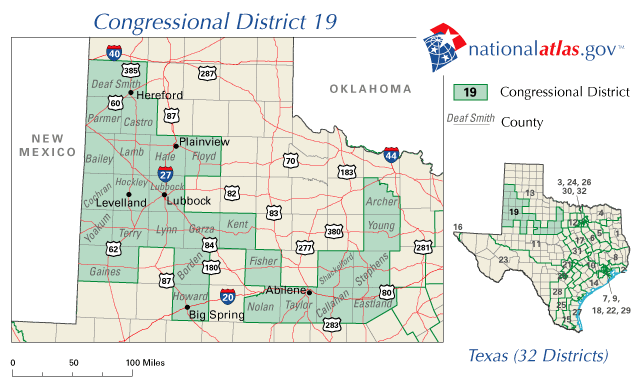
19.º distrito do Texas.
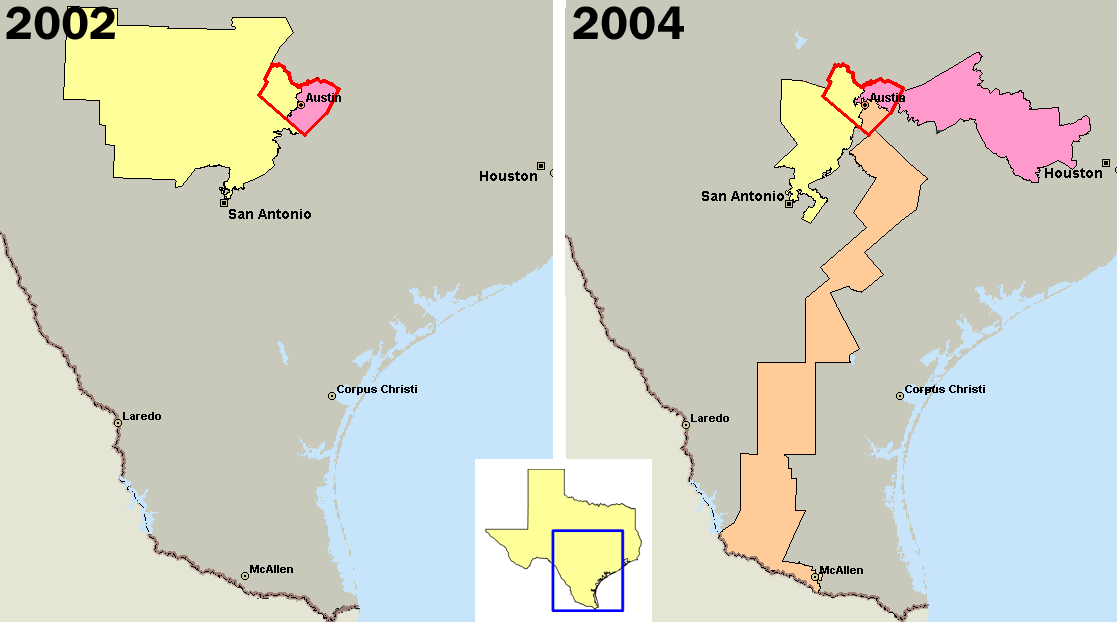
Mudanças nos distritos congressionais de Travis County no Texas.
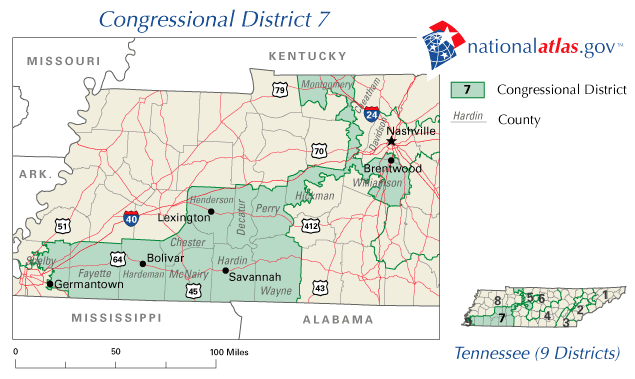
7.º distrito do Tennessee.
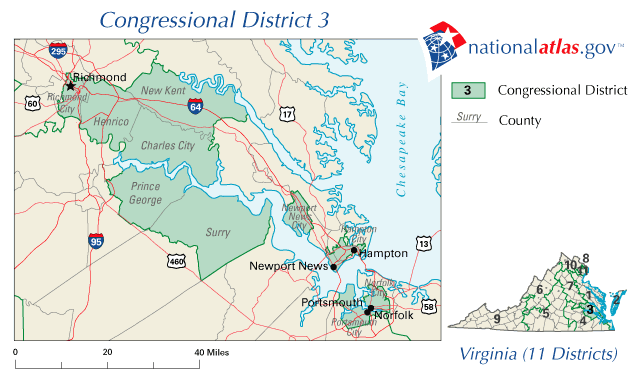
3.º distrito da Virginia